# Гай Домиций Декстер
Гай Домиций Декстер (на латински: Gaius Domitius Dexter) e политик и сенатор на Римската империя през края на 2 век.

## Биография
Произлиза от фамилията Домиции.
През 183 г. Декстер е суфектконсул и легат на провинция Сирия. В края на юни 193 г. става градски префект. През 196 г. той е консул заедно с Луций Валерий Месала Трасеа Приск.